# José María Figueres Olsen
José María Figueres Olsen, né le 24 décembre 1954 à San José, est un homme d'État et homme d'affaires costaricien.
Fils de José Figueres Ferrer, fondateur du PLN et trois fois président du pays, il est à son tour élu à la présidence en 1994. Au pouvoir, il développe l’écotourisme, réforme le système de santé, mène une politique d'austérité budgétaire qui conduit à une réforme polémique des retraites et à la fermeture d’organismes publics, tels que l’Institut costaricain des chemins de fer. Il quitte la présidence en 1998 avec une faible popularité, due à la pauvreté et à inflation en hausse.
Mis en cause dans l'affaire Alcatel en 2004, du nom de l'entreprise française qui distribuait des pots-de-vin à des responsables politiques costariciens, il est contraint de démissionner de son poste de directeur du Forum économique mondial de Davos. Installé en Espagne, il revient au Costa Rica en 2011, après prescription de l'affaire, et reprend sa carrière politique.

## Biographie

### Famille
José María Figueres est le fils de José Figueres Ferrer (connu sous le nom de don Pepe), qui a été trois fois président du Costa Rica. Sa mère, Karen Olsen Beck est née aux États-Unis mais ses parents sont originaires du Danemark. Mme Olsen Beck adopte plus tard la nationalité costaricienne. Après avoir été Première dame du pays, elle est nommée ambassadrice en Israël en 1982. En 1990 elle est élue députée et occupe ce poste pendant la période 1990-1994.
Figueres a trois frères et sœurs plus jeunes, Christiana, Mariano, et Kirsten. Christiana Figueres est directrice de la CCNUCC, responsable des négociations internationales sur le changement climatique. Figueres a également un frère prénommé Martí et une sœur, Muni, nés d'un premier mariage de son père. Muni Figueres travaille également dans l'administration costaricienne et depuis 2010 elle est ambassadrice du Costa Rica aux États-Unis. 
José María Figueres a deux enfants de son premier mariage, José María et Eugenia.

### Jeunesse et formation
Figueres effectue ses études à l'Académie militaire de West Point aux États-Unis, où il obtient un diplôme en génie en 1979. Plus tard, il poursuit ses études universitaires à l'École John F. Kennedy à l'Université de Harvard, où il obtient en 1991 une maîtrise en administration publique. Pendant ses études à Harvard, Figueres suit également des cours à la Harvard Business School et la Harvard Law School.

### Carrière dans les affaires
À son retour au Costa Rica après avoir conclu ses études à West Point, il entreprend de restructurer l'entreprise familiale, Sociedad Agroindustrial San Cristobal. Figueres conduit l'entreprise à la rentabilité par la cession de biens non productifs, la réduction de l'endettement, l'amélioration de l'efficacité de nombreux procédés industriels, et en se concentrant sur l'expansion des exportations.
Des années plus tard, en 1990, Figueres cofonde Energía Global Inc, une société d'énergie renouvelable qui opère au Costa Rica, au Guatemala et au Chili. L'entreprise est ensuite vendue, et elle fonctionne encore aujourd'hui comme une filiale de l'ENEL, une importante entreprise italienne.
En 1999, Figueres rejoint le conseil d'administration de Terremark Worldwide, Inc, où il siège pendant cinq ans. Il continue ensuite à être étroitement associé à la société dans ses projets d'expansion internationale. Vers la fin de l’année 2000, Figueres a été nommé comme directeur général du Forum Économique Mondial, qui organise des rencontres annuels dans la localité suisse de Davos. Il a dû démissionner vers la fin de 2004, à la suite des allégations d’avoir reçu des pots-de-vin de la compagnie française Alcatel (voir affaire Alcatel plus bas). Le porte-parole du Forum à l’époque, André Schneider, avait indiqué que Figueres avait reconnu avoir violé les règles du forum en ne déclarant pas qu'il était retenu en tant que consultant, quand il a pris le poste et, alors qu'il travaillait sur le forum.
En 2005, il obtient un contrat d'un an en tant que Directeur Général de Talal Abu-Ghazaleh, où il est chargé de la consultation mondiale au sein du groupe. Ce groupe est le plus grand groupe arabe des cabinets de services professionnels, dont le siège est à Amman, en Jordanie, avec plus de 73 bureaux dans 23 pays. De 2006 à 2009, Figueres siège au conseil consultatif international d'Abraaj Capital, le plus grand cabinet d’investissement privé du Moyen-Orient avec plus de 6 milliards de dollars d'actifs sous gestion.
En 2009, il rejoint le Conseil consultatif de Grupo Arcano, une firme indépendante de services financiers basée à Madrid. Depuis 2010, Figueres est le président de Carbon War Room, une ONG qui vise à faciliter la transition globale vers une économie qui ne soit pas fondée sur le pétrole et ses dérivés.
Il est cité en novembre 2017 dans les révélations des Paradise Papers.

### Carrière politique
En 1986, le président Óscar Arias nomme Figueres pour restructurer le système de chemins de fer nationaux INCOFER. Il est ensuite nommé ministre du Commerce Extérieur et plus tard de l'Agriculture.
Après ses études supérieures à Harvard, Figueres rentre au Costa Rica et déclare son intention de briguer l'investiture du Partido Liberación Nacional. Après un processus très controversé[réf. nécessaire] d'élections primaires impliquant cinq candidats, Figueres remporte l'investiture du parti en 1993 et se présente à la présidence de la République, qu'il remporte en février 1994. Il est élu président du Costa Rica à l'âge de 39 ans, le plus jeune président de la nation au XXe siècle.
Figueres réforme et réorganise de nombreuses institutions publiques, y compris en faisant fermer certaines d'entre elles, comme la Banco Anglo Costarricense (qui était aux prises avec des accusations de corruption) et le système de chemins de fer nationaux INCOFER qui après avoir été réorganisé à plusieurs reprises est de nouveau considéré comme insolvable. Cette dernière décision est annulée par les administrations suivantes, qui investissent dans la modernisation des chemins de fer, avec un apparent succès. L'administration Figueres contribue à attirer la firme Intel au Costa Rica. Intel possède une usine dans le pays.  
Son administration lance également plusieurs initiatives visant à améliorer l'éducation nationale, y compris une réforme constitutionnelle approuvée par le Congrès de consacrer 6 % du PIB à l'éducation publique ; il introduit l'anglais comme langue seconde dans les écoles publiques de la première année jusqu'à la fin de l'école secondaire et consolide l'installation de laboratoires d'informatique dans les écoles secondaires.
Il diminue les programmes d'aide sociale, s’aliénant ainsi l'aile gauche de son parti. Les restrictions budgétaires conduisent également à des réformes controversées des retraites et du système de santé.
Il quitte la présidence en 1998, au terme de son mandat, alors que l’augmentation de la pauvreté et de l'inflation ont fait chuter sa popularité.

### Affaires judiciaires

#### Affaire Orozco
En 1991, lorsque Figueres est considéré comme un candidat possible à la présidence, les frères David et José Romero publient un livre accusant Figueres d'avoir participé à l'exécution d'un trafiquant de drogue du nom de Jose Joaquin Orozco, connu sous le nom de « Chemise ». Ce crime remonte au 7 mars 1973. Figueres accuse les frères Romero de diffamation, mais en 1993 un tribunal les acquitte, tout en condamnant leur principale source, l'ancien agent de police Walter Campos. En 1998, un autre tribunal condamne les frères Romero à sept ans d'emprisonnement pour accusation mensongère, mais il est fait appel de ce jugement, qui est finalement annulé en raison de questions de procédure. En 2000, deux ans après que Figueres a quitté ses fonctions, la procédure judiciaire se termine par un règlement entre les frères Romero et les avocats de Figueres[réf. nécessaire].

#### Affaire Alcatel
En 2004, le procureur général du Costa Rica ouvre des enquêtes officielles contre deux autres anciens présidents (Miguel Ángel Rodríguez Echeverría, et Rafael Ángel Calderón Fournier), pour leur participation présumée à des affaires de corruption. Tous deux sont placés en état d'arrestation, jugés et reconnus coupables des accusations de corruption. En particulier, l'ancien président Rodriguez Echeverria est reconnu coupable d'avoir échangé des pots-de-vin avec la société française Alcatel. Les pots-de-vin étaient censés permettre à Alcatel de devenir le fournisseur des équipements de télécommunication pour l'Instituto Costarricense de Electricidad (ICE). Peu de temps après, les médias locaux affirment que Figueres aurait également reçu des pots-de-vin d'Alcatel, et qu'il aurait gagné près de 900.000$ pour des travaux de consultation à temps partiel sur les télécommunications pour Alcatel sur une période de trois ans.  Figueres, ainsi que les deux autres présidents inculpés, déclarent par la suite ces recettes aux services du ministère des Finances. Figueres modifie ses déclarations de revenus et paye 67,2 millions de colónes du Costa Rica.

### Retour au Costa Rica
Figueres s’exile en Europe et refuse de répondre aux convocations de la justice. Il retourne au Costa Rica en décembre 2011, après sept ans d'absence et prescription de l'affaire.
Dans une entrevue avec le journaliste Ignacio Santos, Figueres nie à nouveau tout acte répréhensible en ce qui concerne le scandale Alcatel. Les sondages suggèrent que ses explications ne sont pas satisfaisantes pour la population du Costa Rica dans son ensemble.

### Élection présidentielle de 2022
Il est candidat à l'élection présidentielle dont le premier tour se tient le 6 février 2022. Il arrive en tête des avec 27,28 % des voix mais s'incline au second tour avec 47,15 % des voix face à Rodrigo Chaves.